# Grand Prix na Żużlu 2010
Grand Prix IMŚ 2010 (SGP) – szesnasty sezon walki najlepszych żużlowców świata o medale w formule Grand Prix. W sezonie 2010 o tytuł walczyło 16 zawodników, w tym 1 zawodnik z „dziką kartą”. W tym sezonie zadebiutowało GP Chorwacji.

## Uczestnicy Grand Prix
Zawodnicy z numerami 1-15 w sezonie 2010 wystartowali we wszystkich turniejach (ośmiu z Grand Prix 2009, trzech z eliminacji do GP 2010 oraz czterech nominowanych przez Komisję Grand Prix; ang. SGP Commission). Dodatkowo na każdą rundę Komisja Grand Prix przyznawała „dziką kartę” oraz dwóch zawodników zapasowych (rezerwy toru). Zawodnicy z czołowych miejsc z eliminacji do GP 2009 (nie premiowanych awansem) zostali przez Komisję Grand Prix wpisani na listę kwalifikowanej rezerwy (zawodnicy kwalifikowanej rezerwy), który w wyniku np. kontuzji zastępowali stałego uczestnika cyklu w danej rundzie.

### Stali uczestnicy
- (1)  Jason Crump – mistrz świata 2009
- (2)  Tomasz Gollob – wicemistrz świata 2009
- (3)  Emil Sajfutdinow – II wicemistrz świata 2009
- (4)  Greg Hancock – 4. miejsce w Grand Prix 2009
- (5)  Andreas Jonsson – 5. miejsce w Grand Prix 2009
- (6)  Nicki Pedersen – 6. miejsce w Grand Prix 2009
- (7)  Rune Holta – 7. miejsce w Grand Prix 2009
- (8)  Kenneth Bjerre – 8. miejsce w Grand Prix 2009
- (9)  Fredrik Lindgren – stała dzika karta
- (10)  Hans Andersen – stała dzika karta
- (11)  Magnus Zetterström – 1. miejsce w GP Challenge 2009
- (12)  Chris Holder – 2. miejsce w GP Challenge 2009
- (13)  Jarosław Hampel – 3. miejsce w GP Challenge 2009
- (14)  Chris Harris – stała dzika karta
- (15)  Tai Woffinden – stała dzika karta
- (16) – dzika karta
- (17) – rezerwa toru
- (18) – rezerwa toru

### Stali rezerwowi
- (19)  Piotr Protasiewicz – 6. miejsce w GP Challenge 2009
- (20)  Davey Watt – 7. miejsce w GP Challenge 2009
- (21)  Martin Smolinski – 8. miejsce w GP Challenge 2009
- (22)  Adrian Miedziński – 10. miejsce w GP Challenge 2009
- (23)  Grzegorz Walasek – 11. miejsce w GP Challenge 2009
- (24)  Lukáš Dryml – 12. miejsce w GP Challenge 2009

## Kalendarz 2010
| Runda | Oficjalna nazwa                                     | Grand Prix           | Stadion                      | Miasto    | Data           |
| ----- | --------------------------------------------------- | -------------------- | ---------------------------- | --------- | -------------- |
| 1     | FIM OTOMOTO.PL European Speedway Grand Prix         | GP Europy            | Stadion im. Alfreda Smoczyka | Leszno    | 24 kwietnia    |
| 2     | FIM Dig Deep Streetwear Swedish Speedway Grand Prix | GP Szwecji           | Ullevi                       | Goeteborg | 8 maja         |
| 3     | FIM Dig Deep Czech Republic Speedway Grand Prix     | GP Czech             | Stadion Markéta              | Praga     | 22 maja        |
| 4     | FIM Dansk Metal Danish Speedway Grand Prix          | GP Danii             | Parken                       | Kopenhaga | 5 czerwca      |
| 5     | FIM Torun Speedway Grand Prix of Poland             | GP Polski I          | Motoarena Toruń              | Toruń     | 19 czerwca     |
| 6     | FIM British Speedway Grand Prix                     | GP Wielkiej Brytanii | Millenium Stadium            | Cardiff   | 10 lipca       |
| 7     | FIM Scandinavian Speedway Grand Prix                | GP Skandynawii       | G&B Stadium                  | Målilla   | 14 sierpnia    |
| 8     | FIM Valvoline Croatian Speedway Grand Prix          | GP Chorwacji         | Stadion Millenium            | Gorican   | 28 sierpnia    |
| 9     | FIM Dansk Metal Nordic Speedway Grand Prix          | GP Nordyckie         | Speedway Center              | Vojens    | 11 września    |
| 10    | FIM Nice Italian Speedway Grand Prix                | GP Włoch             | Olympia Stadium              | Terenzano | 25 września    |
| 11    | FIM Bydgoszcz Speedway Grand Prix of Poland         | GP Polski II         | Stadion Polonii              | Bydgoszcz | 9 października |

## Wyniki i klasyfikacje

### Grand Prix
| Runda | Grand Prix           | 1. miejsce      | 2. miejsce      | 3. miejsce       | Wyniki |
| ----- | -------------------- | --------------- | --------------- | ---------------- | ------ |
| 1     | GP Europy            | Jason Crump     | Jarosław Hampel | Emil Sajfutdinow | Wynik  |
| 2     | GP Szwecji           | Kenneth Bjerre  | Tomasz Gollob   | Andreas Jonsson  | Wynik  |
| 3     | GP Czech             | Tomasz Gollob   | Nicki Pedersen  | Jarosław Hampel  | Wynik  |
| 4     | GP Danii             | Jarosław Hampel | Tomasz Gollob   | Chris Harris     | Wynik  |
| 5     | GP Polski I          | Tomasz Gollob   | Rune Holta      | Jarosław Hampel  | Wynik  |
| 6     | GP Wielkiej Brytanii | Chris Holder    | Jason Crump     | Jarosław Hampel  | Wynik  |
| 7     | GP Skandynawii       | Rune Holta      | Jason Crump     | Tomasz Gollob    | Wynik  |
| 8     | GP Chorwacji         | Greg Hancock    | Chris Harris    | Jason Crump      | Wynik  |
| 9     | GP Nordyckie         | Tomasz Gollob   | Kenneth Bjerre  | Jason Crump      | Wynik  |
| 10    | GP Włoch             | Tomasz Gollob   | Chris Harris    | Greg Hancock     | Wynik  |
| 11    | GP Polski II         | Andreas Jonsson | Chris Harris    | Janusz Kołodziej | Wynik  |

### Zawodnicy
| Poz                         | Zawodnik                    | EUR | SWE | CZE | DNK | PL1 | GBR | SCA | HRV | NOR | ITA | PL2 | Punkty |
| --------------------------- | --------------------------- | --- | --- | --- | --- | --- | --- | --- | --- | --- | --- | --- | ------ |
| 1                           | (2) Tomasz Gollob           | 6   | 16  | 17  | 15  | 24  | 12  | 17  | 10  | 24  | 22  | 3f  | 166    |
| 2                           | (13) Jarosław Hampel        | 18  | 6   | 16  | 20  | 15  | 17  | 10  | 8   | 11  | 10  | 6   | 137    |
| 3                           | (1) Jason Crump             | 19  | 7   | 7   | 10  | 15  | 17  | 15  | 17  | 15  | 7   | 6   | 135    |
| 4                           | (7) Rune Holta              | 10  | 6   | 7   | 6   | 19  | 8   | 20  | 6   | 6   | 9   | 12  | 109    |
| 5                           | (4) Greg Hancock            | 4   | 14  | 7   | 3   | 6   | 7   | 12  | 22  | 6   | 14  | 12  | 107    |
| 6                           | (14) Chris Harris           | 8   | 6   | 4   | 13  | 5   | 6   | 9   | 21  | 4   | 18  | 13  | 107    |
| 7                           | (8) Kenneth Bjerre          | 10  | 20  | 12  | 13  | 4   | 7   | 9   | 6   | 17  | 4   | 4   | 106    |
| 8                           | (12) Chris Holder           | 8   | 11  | 7   | 9   | 6   | 19  | 6   | 7   | 10  | 7   | 6   | 96     |
| 9                           | (5) Andreas Jonsson         | 5   | 12  | 13  | 13  | 3   | 2   | 7   | 6   | 9   | 8   | 17  | 95     |
| 10                          | (6) Nicki Pedersen          | 9   | 8   | 14  | 5   | 8   | 7   | 0a  | 4   | 12  | 11  | 13  | 91     |
| 11                          | (9) Fredrik Lindgren        | 8   | 4   | 7   | 8   | 6   | 10  | 11  | 11  | 5   | 6   | 11  | 87     |
| 12                          | (10) Hans Andersen          | 8   | 7   | 9   | 13  | 9   | 10  | 5   | 3   | 7   | 8   | 7   | 86     |
| 13                          | (11) Magnus Zetterström     | 4   | 9   | 11  | 7   | 6   | 6   | 3   | 6   | 8   | 7   | 7   | 74     |
| 14                          | (15) Tai Woffinden          | 1   | 4   | 5   | 5   | 7   | 6   | 3   | 6   | 2   | 6   | 4   | 49     |
| 15                          | (3) Emil Sayfutdinov        | 14  | 8   | 5b  | –c  | –c  | –c  | 6d  | –e  | –e  | –e  | –e  | 33     |
| 16                          | (16) Janusz Kołodziej       | 12  | –   | –   | –   | –   | –   | –   | –   | –   | –   | 14  | 26     |
| 17                          | (20) Davey Watt             | –   | –   | –   | –   | –   | 6   | –   | 6   | 1   | 6   | –   | 19     |
| 18                          | (19) Piotr Protasiewicz     | –   | –   | –   | 0   | 5   | –   | –   | –   | –   | –   | 8   | 13     |
| 19                          | (16) Tomas H. Jonasson      | –   | –   | –   | –   | –   | –   | 8   | –   | –   | –   | –   | 8      |
| 20                          | (16) Antonio Lindbäck       | –   | 6   | –   | –   | –   | –   | –   | –   | –   | –   | –   | 6      |
| 21                          | (16, 22) Adrian Miedziński  | –   | –   | –   | –   | 6   | –   | –   | –   | –   | –   | –   | 6      |
| 22                          | (16) Niels Kristian Iversen | –   | –   | –   | –   | –   | –   | –   | –   | 6   | –   | –   | 6      |
| 23                          | (16) Jurica Pavlic          | –   | –   | –   | –   | –   | –   | –   | 5   | –   | –   | –   | 5      |
| 24                          | (16) Scott Nicholls         | –   | –   | –   | –   | –   | 4   | –   | –   | –   | –   | –   | 4      |
| 25                          | (16) Matěj Kůs              | –   | –   | 3   | –   | –   | –   | –   | –   | –   | –   | –   | 3      |
| 25                          | (16) Leon Madsen            | –   | –   | –   | 3   | –   | –   | –   | –   | –   | –   | –   | 3      |
| 27                          | (18) Ludvig Lindgren        | –   | –   | –   | –   | –   | –   | 2   | –   | –   | –   | –   | 2      |
| 28                          | (16) Mattia Carpanese       | –   | –   | –   | –   | –   | –   | –   | –   | –   | 1   | –   | 1      |
| 28                          | (17) Nicolai Klindt         | –   | –   | –   | 1   | –   | –   | –   | –   | ns  | –   | –   | 1      |
| 28                          | (17) Linus Sundström        | –   | –   | –   | –   | –   | –   | 1   | –   | –   | –   | –   | 1      |
| 28                          | (17, 18) Artur Mroczka      | –   | –   | –   | –   | 0   | –   | –   | –   | –   | –   | 1   | 1      |
| 32                          | (17) Luboš Tomíček          | –   | –   | 0   | –   | –   | –   | –   | –   | –   | –   | –   | 0      |
| 32                          | (18) Zdeněk Simota          | –   | –   | 0   | –   | –   | –   | –   | –   | –   | –   | –   | 0      |
| 32                          | (17) Matija Duh             | –   | –   | –   | –   | –   | –   | –   | 0   | –   | –   | –   | 0      |
| 32                          | (17) Przemysław Pawlicki    | –   | –   | –   | –   | –   | –   | –   | –   | –   | –   | 0   | 0      |
| Zawodnicy nieklasyfikowani: |                             |     |     |     |     |     |     |     |     |     |     |     |        |
| –                           | (17) Damian Baliński        | ns  | –   | –   | –   | –   | –   | –   | –   | –   | –   | –   |        |
| –                           | (17) Simon Gustafsson       | –   | ns  | –   | –   | –   | –   | –   | –   | –   | –   | –   |        |
| –                           | (17) Ben Barker             | –   | –   | –   | –   | –   | ns  | –   | –   | –   | –   | –   |        |
| –                           | (17) Mattia Cavicchioli     | –   | –   | –   | –   | –   | –   | –   | –   | –   | ns  | –   |        |
| –                           | (18) Maciej Janowski        | ns  | –   | –   | –   | ns  | –   | –   | –   | –   | –   | –   |        |
| -                           | (18) Dennis Andersson       | –   | ns  | –   | –   | –   | –   | –   | –   | –   | –   | –   |        |
| -                           | (18) Patrick Hougård        | –   | –   | –   | ns  | –   | –   | –   | –   | ns  | –   | –   |        |
| -                           | (18) Daniel King            | –   | –   | –   | –   | –   | ns  | –   | –   | –   | –   | –   |        |
| –                           | (18) József Tabaka          | –   | –   | –   | –   | –   | –   | –   | ns  | –   | –   | –   |        |
| –                           | (18) Andrea Maida           | –   | –   | –   | –   | –   | –   | –   | –   | –   | ns  | –   |        |
| –                           | (21) Martin Smolinski       | –   | –   | –   | –   | –   | –   | –   | –   | –   | –   | –   |        |
| -                           | (23) Grzegorz Walasek       | –   | –   | –   | –   | –   | –   | –   | –   | –   | –   | –   |        |
| –                           | (24) Lukas Dryml            | –   | –   | –   | –   | –   | –   | –   | –   | –   | –   | –   |        |

| Kolor        | Wynik                 |
| ------------ | --------------------- |
| Złoty        | Zwycięzca             |
| Srebrny      | 2. miejsce            |
| Brązowy      | 3. miejsce            |
| Limonkowy    | 4. miejsce            |
| Jasnozielony | Pierwsza ósemka       |
| Niebieski    | Rezerwa/„dzika karta” |

a wycofał się po 2 wyścigach. Zastąpiony przez rezerwę toru (Sundstrom i L. Lindgren).
b odniósł kontuzję (złamana ręka) w 3 wyścigu po kolizji z Harrisem. Zastąpiony przez rezerwę toru (Tomíček Jr. i Simota).
c nie startował z powodu kontuzji. Zastąpiony przez kwalifikowaną rezerwę (Protasiewicz i Watt).
d odniósł kontuzję (złamany nadgarstek) w 5 wyścigu po kolizji z winy Golloba. Zastąpiony przez rezerwę toru (Sundstrom).
e nie startował z powodu kontuzji. Zastąpiony przez kwalifikowaną rezerwę (Watt i Protasiewicz).
f zrezygnował po 3 wyścigach z powodu kontuzji. Zastąpiony przez rezerwę toru (Pawlicki i Mroczka).